# Irací Hassler

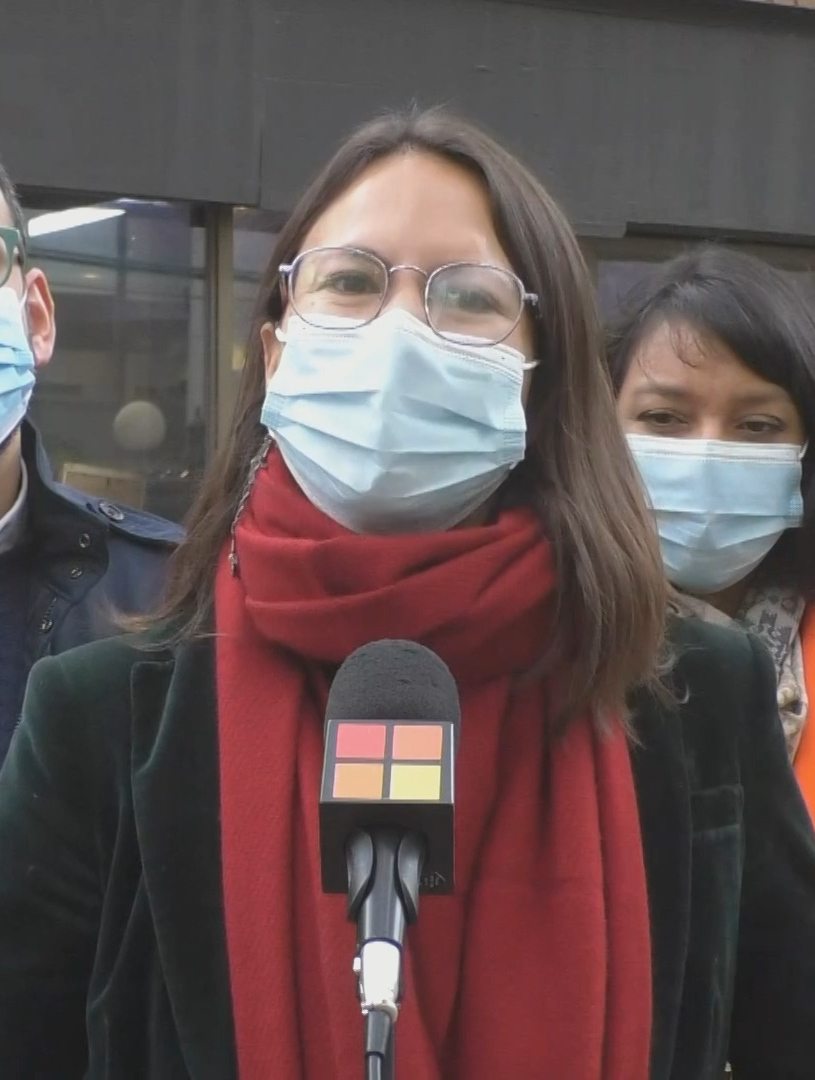
Irací Hassler, 2021

Irací Luiza Hassler Jacob (* 6. November 1990 in Santiago de Chile) ist eine chilenische Politikerin und Ökonomin. Sie wurde im Jahr 2021 zur Bürgermeisterin von Santiago gewählt. Hassler ist Mitglied der Kommunistischen Partei Chiles.

## Biografie
Irací Hasslers Mutter ist indigene Brasilianerin, ihr Vater Chilene mit Schweizer Wurzeln. Sie besuchte die Schweizerschule Santiago und studierte Ökonomie an der Universität von Santiago. Während der beginnenden Schüler- und Studentenproteste in Chile 2011–2012 trat sie der Kommunistische Jugend Chiles bei. Später wurde sie Generalsekretärin der Konföderation Chilenischer Studenten (FECh).
Hassler wurde 2016 in den Stadtrat von Santiago gewählt und trat 2018 der Kommunistischen Partei Chiles (PC) bei.
Im Dezember 2020 gewann Hassler die Vorwahlen für die Kandidatur der Bürgermeisterwahlen von Santiago. Bei den Kommunalwahlen 2021 gewann gegen den bisherigen Amtsinhaber Felipe Alessandri. Sie ist die zweite Frau und die erste Kommunistin in diesem Amt.